# Международный день баскского языка
Международный день баскского языка (баск. Euskararen Nazioarteko Eguna, сокращённо ENE) — памятный день, установленный с целью защиты и популяризации баскского языка. Отмечается 3 декабря.
День баскского языка был установлен в 1949 году Обществом баскских исследований, но официальный статус приобрёл только в 1995 году при поддержке правительства Страны Басков и Эускальцайндии.
Дата была выбрана как день памяти святого Франциска Ксаверия, умершего 3 декабря 1552 года и по преданию произнесшего последние слова перед смертью на баскском языке.
Первоначально праздник назывался Eskuararen Eguna. Также использовались названия Euzkararen eguna и Euzkara Eguna.
День баскского языка отмечается в автономном сообществе Страна Басков, Наварре, французской Стране Басков, а также во многих городах мира, где представлена баскская диаспора (таких, как Барселона, Париж, Мехико, Вашингтон и Буэнос-Айрес). Он празднуется также в университетах, где изучают баскский язык. 
В 2017 году депутаты от партии EH Bildu внесли в парламент автономного сообщества законопроект о переименовании праздника в День Страны Басков, аргументируя это тем, что «баскский язык является главным символом единства населения». Предложение поддержала партия «Подемос». Народная партия и Баскская социалистическая партия выступили против, а представители Баскской националистической партии воздержались.